# Dąbrówka (gromada w powiecie piskim)
Dąbrówka – dawna gromada, czyli najmniejsza jednostka podziału terytorialnego Polskiej Rzeczypospolitej Ludowej w latach 1954–1972.
Gromady, z gromadzkimi radami narodowymi (GRN) jako organami władzy najniższego stopnia na wsi, funkcjonowały od reformy reorganizującej administrację wiejską przeprowadzonej jesienią 1954 do momentu ich zniesienia z dniem 1 stycznia 1973, tym samym wypierając organizację gminną w latach 1954–1972.
Gromadę Dąbrówka z siedzibą GRN w Dąbrówce utworzono – jako jedną z 8759 gromad na obszarze Polski – w powiecie piskim w woj. olsztyńskim na mocy uchwały nr 24 WRN w Olsztynie z dnia 4 października 1954. W skład jednostki weszły obszary dotychczasowych gromad Cierzpięty, Dąbrówka, Drozdowo i Zastrużne ze zniesionej gminy Drozdowo w tymże powiecie. Dla gromady ustalono 10 członków gromadzkiej rady narodowej.
31 grudnia 1961 do gromady Dąbrówka włączono wsie Dziubiele i Tuchlin, osady Dąbrowo, Zdęgowo i Zdęgówko oraz PGR-y Dziubiele Małe i Suchy Róg ze zniesionej gromady Chmielewo w tymże powiecie.
31 grudnia 1967 z gromady Dąbrówka wyłączono część obszaru PGR Wężewo (8 ha), włączając ją do gromady Orzysz w tymże powiecie.
1 stycznia 1969 do gromady Dąbrówka włączono część obszaru PGR Kępa (20 ha) z gromady Woźnice w powiecie mrągowskim w tymże województwie.
Gromada przetrwała do końca 1972 roku, czyli do kolejnej reformy gminnej.